# Lauenhagener See
Der Lauenhagener See ist ein See in der Nähe von Schönhausen im Landkreis Vorpommern-Greifswald in Mecklenburg-Vorpommern. Der See kann aus den umliegenden Orten Voigtsdorf (etwa 4 km vom See entfernt), Strasburg (4 km Entfernung) und Groß Daberkow (etwa 4 km weit weg) erreicht werden.
Um 1780 wurde der See für den Mühlenbetrieb künstlich angestaut. 1932 betrug die Seefläche noch 66 Hektar. Anfang der 1970er Jahre wurde ungefähr 60 % bis 70 % des Lauenhagener Sees zur landwirtschaftlichen Nutzung als Weide trockengelegt, indem man die Zuflüsse abtrennte und in den Strasburger Mühlbach umleitete. 1991 wurde der See durch Staueinrichtungen wieder geflutet und 1993 zusammen mit umliegenden Flächen zum Naturschutzgebiet Lauenhagener See erklärt.
Das heute etwa 12 Hektar große Gewässer befindet sich im Gemeindegebiet von Strasburg (Uckermark), einen Kilometer westlich vom Ortszentrum in Lauenhagen entfernt. Der See verfügt über keine natürlichen Ab- und Zuflüsse. Durch ein moorartiges Umfeld besteht jedoch ein indirekter Wasseraustausch mit dem Strasburger Mühlbach, der am östlichen Seeufer entlang fließt. Am nördlichen Ufer des Sees befindet sich eine Badestelle. Die maximale Ausdehnung des Lauenhagener Sees beträgt etwa 490 mal 330 Meter. Zudem bildet der See als Renaturierungsfläche das Zentrum des Naturschutzgebietes Lauenhagener See.